# Archie Robertson (atleta)
Arthur James Robertson, detto Archie (Harthill, 19 aprile 1879 – Peterborough, 18 aprile 1957), è stato un mezzofondista e siepista britannico.
Prese parte ai Giochi di Londra 1908 conquistando la medaglia d'oro nelle 3 miglia a squadre insieme a Joe Deakin e William Coales e l'argento nei 3 200 metri siepi.

## Palmarès
| Anno | Manifestazione  | Sede   | Evento             | Risultato | Prestazione | Note |
| ---- | --------------- | ------ | ------------------ | --------- | ----------- | ---- |
| 1908 | Giochi olimpici | Londra | 5 miglia           | 5º        | 26'13"0     |      |
| 1908 | Giochi olimpici | Londra | 3 200 siepi        | Argento   | 10'48"8     |      |
| 1908 | Giochi olimpici | Londra | 3 miglia a squadre | Oro       | 6 p.        |      |